# Xian de Wen (Henan)
Pour les articles homonymes, voir WEN et Wēn (温).
Le xian de Wen (温县 ; pinyin : Wēn Xiàn) est un district administratif de la province du Henan en Chine. Il est placé sous la juridiction de la ville-préfecture de Jiaozuo.

## Démographie
La population du district était de 398 862 habitants en 1999.